# Michaela Doležalová
Ne doit pas être confondu avec Michaela Doleželová.
Michaela Doležalová est une ancienne joueuse tchèque de volley-ball née le 22 juin 1984 à Prague. Elle mesure 1,82 m et jouait au poste de libero. Elle a mis un terme à sa carrière de volleyeuse professionnelle en 2017.

## Clubs
| Club                       | De        | À         |
| -------------------------- | --------- | --------- |
| Slavia Praha               | 2003-2004 | 2005-2006 |
| Le Cannet-Rocheville       | 2006-2007 | 2006-2007 |
| Terville FOC               | 2007-2008 | 2007-2008 |
| Stade Français-Saint-Cloud | 2008-2009 | 2011-2012 |
| SES Calais                 | 2012-2013 | 2013-2014 |
| Volley-Ball Nantes         | 2014-2015 | 2014-2015 |
| VK Královo Pole            | 2015-2016 | 2016-2017 |

## Palmarès

### Équipe nationale
- Championnat d'Europe des moins de 20 ans
  - Vainqueur : 2000.

### Clubs
- Coupe de France
  - Finaliste : 2013.